# Steinkopf (Wartburgkreis)
Der Steinkopf ist eine 452,4 m hohe Erhebung, er ist bewaldet, liegt auf der hessisch-thüringischen Landesgrenze und markiert die Flurgrenze zwischen der Stadt Vacha im Wartburgkreis in Thüringen und der hessischen Nachbarstadt Heringen im Landkreis Hersfeld-Rotenburg.
Der Steinkopf wird seit Jahrhunderten land- und forstwirtschaftlich genutzt. Am Steinkopf und seinen benachbarten Höhen und Vorbergen führte im Hochmittelalter die Hohe Strazza im Abschnitt Vacha–Berka/Werra entlang. Zu ihrer Kontrolle befand sich zeitweilig auf dem östlich benachbarten Berg Hohe Wart eine alte Wachstelle.
Siedlungsgeographisch befindet sich östlich vor dem Steinkopf im Tal eine kleine Siedlungskammer mit den heutigen Wüstungen Heiligenroda, Schwenge und Niederndorf. Den Ausgangspunkt bildete das Kloster Kreuzberg im Werratal. Auch die Orte Oberzella und Thalhausen werden der Siedlungskammer angehört haben. Als Folge der Grenzlage wurden die am Steinkopf auf thüringischer Seite liegenden Höfe Schwenge, Niederndorf und Heiligenroda abgesiedelt.
Auf dem Steinkopf-Gipfel befindet sich heute ein Rastplatz mit Wartburgblick.